# John Erskine, 18. Earl of Mar
John Erskine, 18./1. Earl of Mar († 28. Oktober 1572 in Stirling Castle) war ein schottischer Adeliger.

## Leben
Sein Vater war John Erskine, 5. Lord Erskine, seine Mutter war Margaret Campbell, eine Tochter von Archibald Campbell, 2. Earl of Argyll. Geboren wurde John Erskine wahrscheinlich um 1530.
1548 gehörte ihm die Komturei der Inchmahome Priory; in der Zeit zwischen 1548 und 1556 wird er zudem als Abt der bereits 1544 in der Schottischen Reformation zerstörten Dryburgh Abbey geführt, was ebenfalls als Komturei zu betrachten ist.
Beim Tod seines Vaters im Spätsommer des Jahres 1555 erbte er dessen Titel als 6. Lord Erskine.
Als erfolgreicher Politiker gehörte er zu den einflussreichsten Adligen dieser Zeit. 1561 wird er von Königin Maria in den Geheimen Kronrat berufen.
Mit Urkunde am 23. Juni 1565 erreichte er, dass ihm die Königin auch den Titel Earl of Mar bestätigte. Der Anspruch auf diesen Titel stand ihm und der Linie seiner Vorfahren ab Robert Erskine, 1. Lord Erskine de iure seit dem Tod von Isabel Douglas, 11. Countess of Mar 1408 zu, der Titel und die zugehörigen Ländereien waren wegen Streitigkeiten über die Erbfolge aber von der Krone eingezogen und wiederholt neu erteilt worden. Nunmehr wurde John Erskine und seinen Vorfahren der Earlstitel rückwirkend bestätigt. Je nach Zählung ist er somit der 17. oder 18. Earl of Mar (erster Verleihung). Da eine königliche Urkunde vom 20. Juli 1565 so zu deuten ist, dass der Earlstitel fortan ausschließlich in männlicher Linie vererbbar sei, wertete das „House of Lords Privileges Committee“ am 26. Februar 1875 diesen Vorgang im Rahmen späterer Erbstreitigkeiten als Neuverleihung des Earlstitels am 20. Juli 1565 und erkannte John Erskine posthum auch den Titel 1. Earl of Mar (siebter Verleihung) zu.
Er war bis zum März 1567 Hüter von Edinburgh Castle. In dieser Zeit gehörte er zu den Adligen, die die Königin zur Abdankung zwangen und diese in Loch Leven Castle einkerkerten. In der Folge, zwischen 1567 und 1571, war er einer der Regenten von Schottland. Der junge König Jakob VI. befand sich in seiner Obhut und wurde in der Sicherheit von Stirling Castle von ihm und seiner Frau "to be conserved, nursed, and upbrought" erzogen.
1556 hatte er Annabel Murray, eine Tochter des William Murray of Tullibardine, geheiratet. Mit ihr hatte er zwei Söhne und eine Tochter:
- John Erskine, 19. Earl of Mar (1562–1634),
- Sir Charles Erskine of Alva,
- Mary Erskine († 1575), ⚭ Archibald Douglas, 8. Earl of Angus († 1588).